# Aristida brainii
Aristida brainii är en gräsart som beskrevs av Aleksandre Melderis. Aristida brainii ingår i släktet Aristida och familjen gräs.
Artens utbredningsområde är Zimbabwe. Inga underarter finns listade i Catalogue of Life.